# Lo Tésol
Lo Tésol (Tesó de Son) és una muntanya de 2.699 metres que es troba al municipi d'Alt Àneu, a la comarca del Pallars Sobirà.
Al cim podem trobar-hi un vèrtex geodèsic (referència 262067001).
Aquest cim està inclòs a la llista dels 100 cims de la FEEC.  